# Абдулла аль-Енезі
Абдулла аль-Енезі (араб. عبد الله العنزي; нар. 20 вересня 1993, Джидда) — саудівський футболіст, воротар клубу «Ан-Наср» (Ер-Ріяд) і національної збірної Саудівської Аравії.

## Клубна кар'єра
У дорослому футболі дебютував 2009 року виступами за команду клубу «Ан-Наср» (Ер-Ріяд), кольори якої захищає й донині.

## Виступи за збірну
У 2014 році дебютував в офіційних матчах у складі національної збірної Саудівської Аравії.
У складі збірної був учасником кубка Азії з футболу 2015 року в Австралії.

## Титули і досягнення
- Чемпіон Саудівської Аравії (2):

«Ан-Наср»: 2013-14, 2014-15
- Володар Кубка наслідного принца Саудівської Аравії (1):

«Ан-Наср»: 2013-14